# Brad Newley
Bradley Newley (Adelaide, 18 de fevereiro de 1985) é um basquetebolista profissional australiano, atualmente joga no Sydney Kings.